# João José da Costa Pimentel
João José da Costa Pimentel (1802 — 1862) foi um político brasileiro.
Foi presidente da província de Mato Grosso, de 8 de setembro de 1849 a 11 de fevereiro de 1851. Em 1850 entrou em atrito com o Chefe de Polícia Viriato Bandeira Duarte, que era igualmente nomeado pelo governo imperial, e o suspendeu provisoriamente do cargo, ato posteriormente confirmado pelo Imperador.